# Dumbrava, Satu Mare
Dumbrava (în maghiară Meggyesgombás) este o localitate componentă a orașului Livada din județul Satu Mare, Transilvania, România.
La marginea localității există un ansamblu de cuptoare ce datează de pe vremea geto-dacilor.
 Acest articol despre o localitate din județul Satu Mare este deocamdată un ciot. Puteți ajuta Wikipedia prin completarea lui.